# Kostel svatého Prokopa (Prokopské údolí)
Kostel svatého Prokopa v Prokopském údolí je zaniklý kostel, který byl postaven podle starších plánů na vrcholu vápencových skal v barokním slohu architektem Pavlem Ignácem Bayerem za finanční podpory Adama Františka ze Schwarzenberka v letech 1711 až 1712. O jedenáct let později (roku 1723) byla ke kostelu přistavěna část lodi. Poslední stavební úpravy kostela se odehrály za 170 let (roku 1893). Zánik kostela předznamenalo odtěžení skalního masivu silurských vápenců v místech Svatoprokopské jeskyně (v roce 1887) a o tři roky později (1890) pak odstřel skály se zbytky jeskyně a s poustevnou. Kostelík se tak ocitl na okraji vápencového lomu. Během druhé světové války vybudovali Němci ve vytěžených prostorech lomu podzemní objekt. Po skončení druhé světové války jej převzala československá armáda a začala jej využívat pro vojenské účely. Kostelík byl zahrnut do veřejnosti nepřístupného vojenského střeženého objektu. Z důvodů porušené statiky (a nebezpečí samovolného zřícení) byl v roce 1966 zbourán.[zdroj?]

## Vzhled kostela

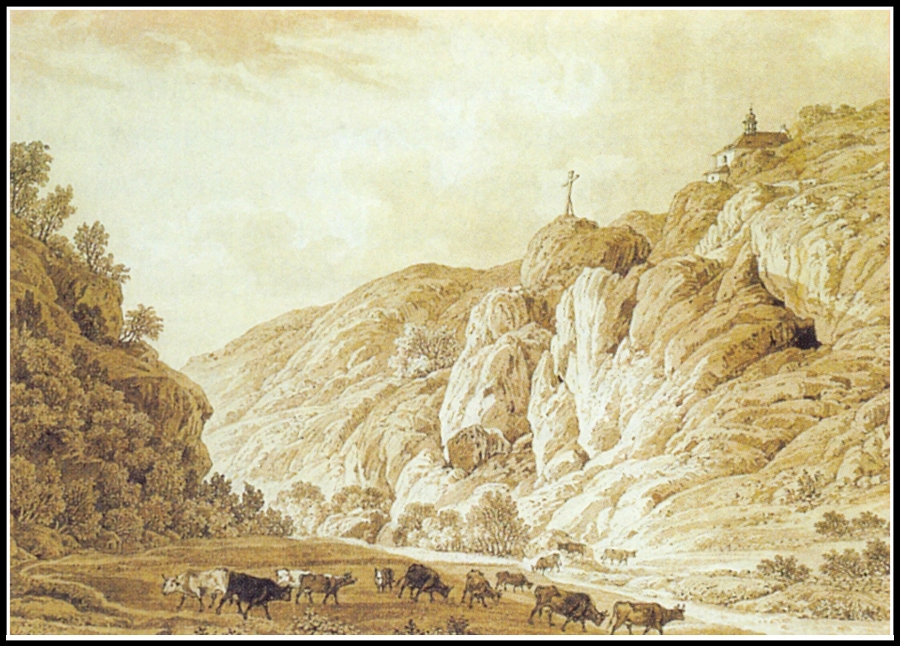
Prokopské údolí s Dalejským potokem, poutním kostelem svatého Prokopa a křížem na skále kolem roku 1820 na kresbě českého malíře Antonína Pucherny

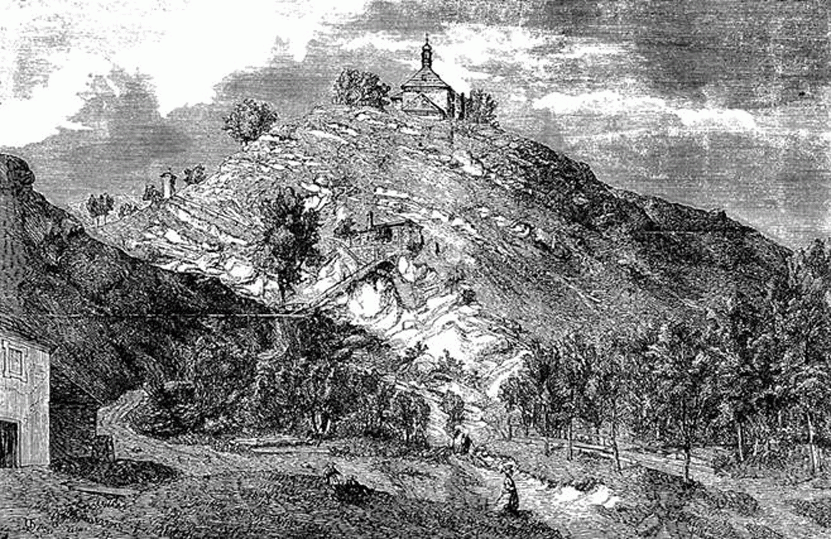
Poutní kostel svatého Prokopa na kresbě ze 70. let 19. století

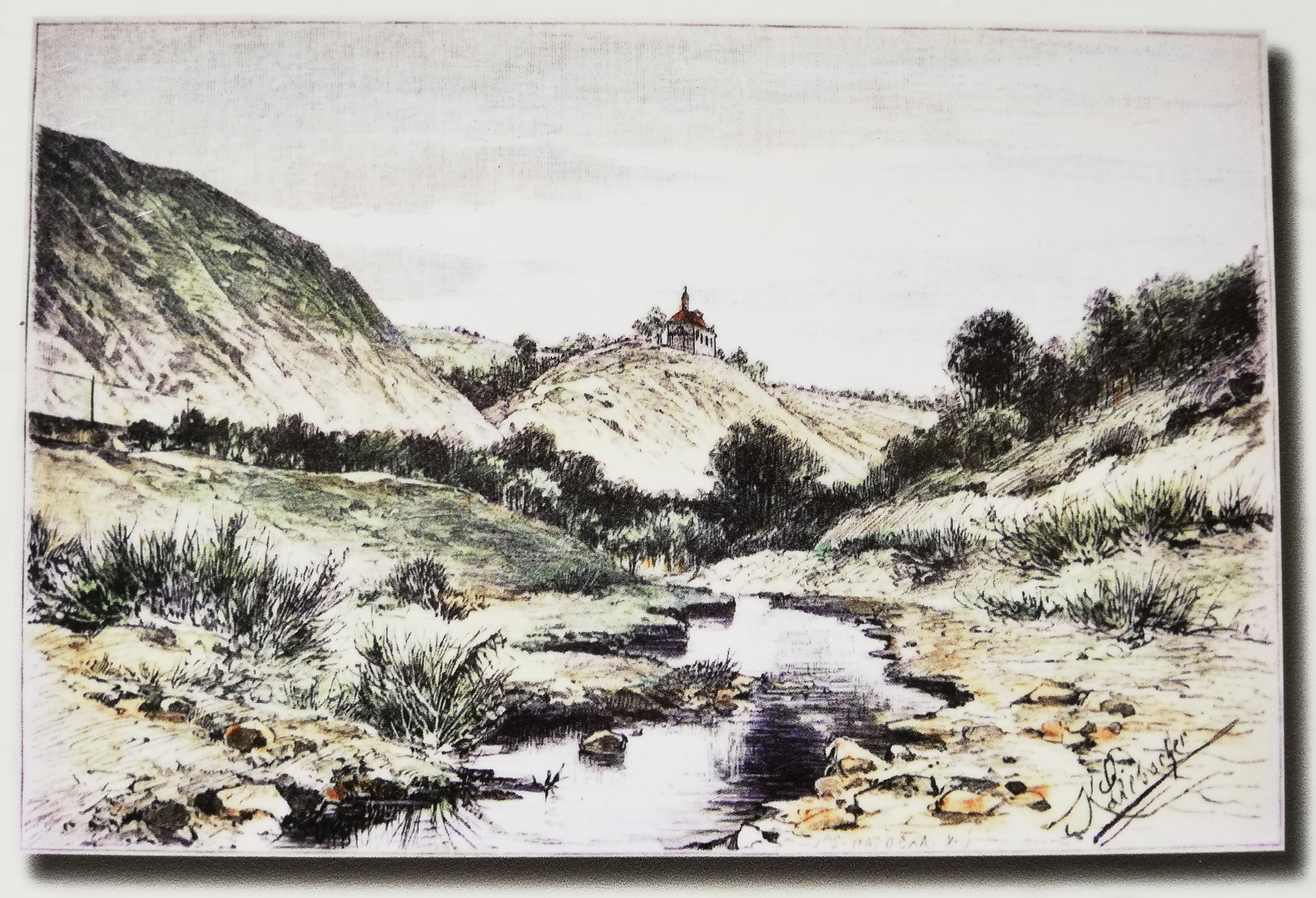
Kostelík svatého Prokopa na romantické kresbě Karla Liebschera (před 1906)

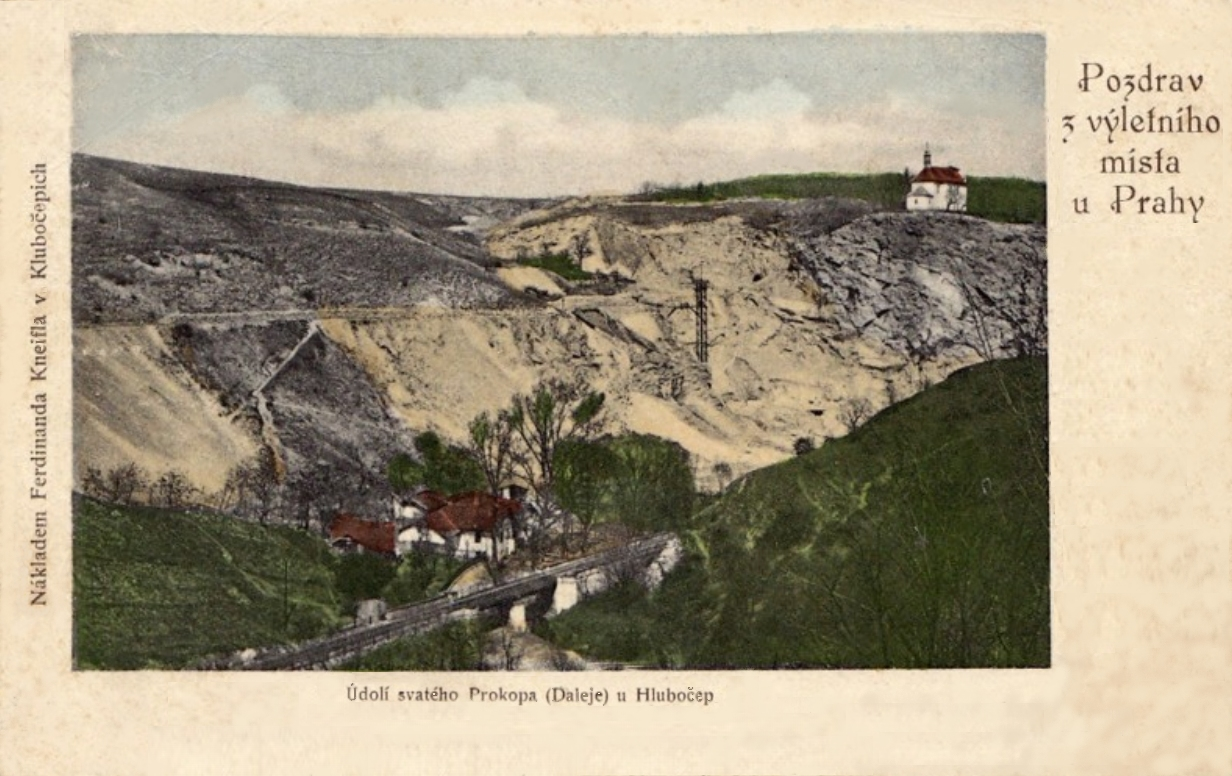
Velký vápencový lom a kostel svatého Prokopa v Údolí sv. Prokopa u Hlubočep na kolorované dobové pohlednici

Barokní sakrální stavba byla jednolodní, klenutá, prostorná a vzdušná. V malé věžičce na hřebenu střechy kostela byly umístěny dva menší zvony. Nad hlavním vchodem do kostela se nacházela prostorná kruchta s malými varhany starého slohu bez pedálů. Kruchta byla dostupná z obou stran dveří po točitých schodech. Čtvercové kněžiště (presbytář) mělo skosené rohy a rovnou klenbou.[zdroj?]

### Oltáře
Kostel disponoval celkem čtveřicí oltářů. Hlavní oltář (zasvěceném svatému Prokopu) byl barokní (resp. barokně–rokokový) zhotovený z polychromovaného lipového dřeva. Hlavní tělo oltáře sestávalo z krajkoví akantových listů. V dolní (patní) části se po levé a pravé straně oltáře nacházela vždy jedna výraznější postava anděla zobrazeného ve zbožně uctívající pozici. Na okraj rozvilinového krajkoví bujně se pnoucího kolem kosočtverečného obvodu rámujícího centrální oltářní obaz byli vkomponovány čtyři menší figury andílků. Na vrchol oltáře umístil postoloprtský řezbářský mistr Jan Jakub Char sousoší Nejsvětější Trojice. Mimoto byl oltář ozdoben aliančním erbem se Schwarzenberským znakem (a erbem Lobkowiczů, kde je zřejmá i zubří hlavu s houžví vymřelých Pernštejnů), neboť oltář financovali manželé Schwarzenbergovi (kníže Adam K. Schwarzenberg s chotí). V centru oltáře je kopie zázračného obrazu svatého Prokopa ze Sázavského kláštera. Obraz (kopii) zhotovil pražský malíř Jan Jiří Schummer (* 1669 - 21. června 1719) v roce 1712.
Tři boční oltáře s obrazy byly zasvěceny svatému Jakubu, svatému Eustachu a svatému Janu Nepomuckému. Po levé straně kostela se nacházel boční oltář zasvěcený svatému Jakubu s obrazem, jenž byl pokládán za umělecké dílo. Po pravé straně kostela stály další dva boční oltáře zasvěcené svatému Eustachu a svatému Janu Nepomuckému. I oba tyto oltáře obsahovaly obrazy světců provedené malířem Janem Jiřím Schummerem.

Hlavní oltář a obrazy na bočních oltářích
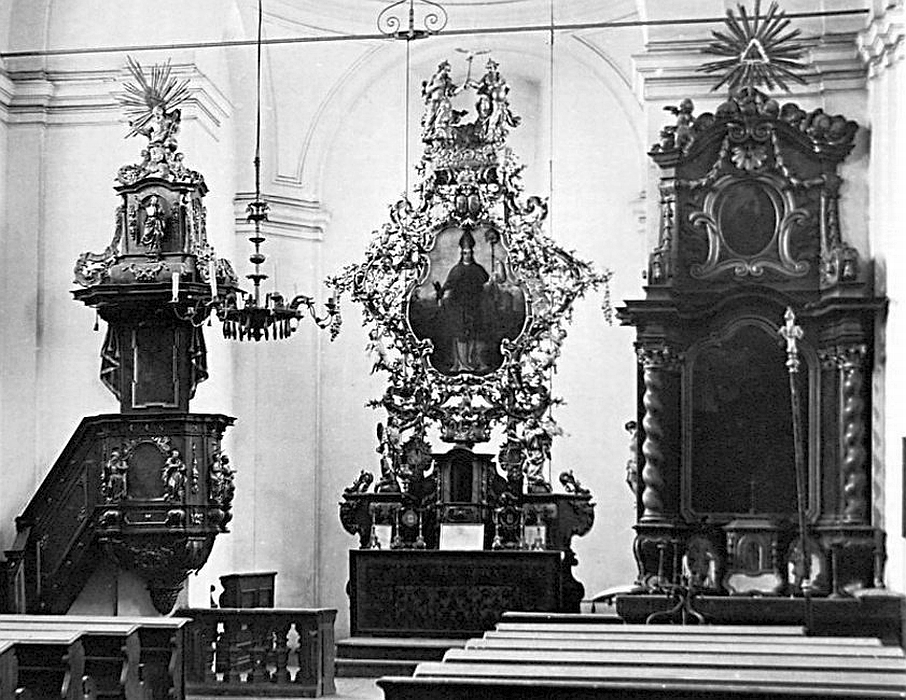
Kazatelna a hlavní oltář (ve středu snímku)
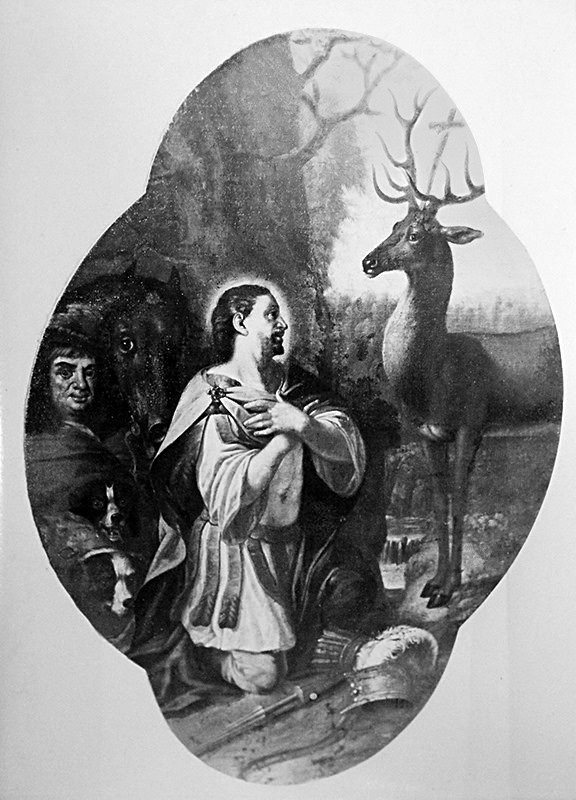
Obraz sv. Eustacha na bočním oltáři kostela
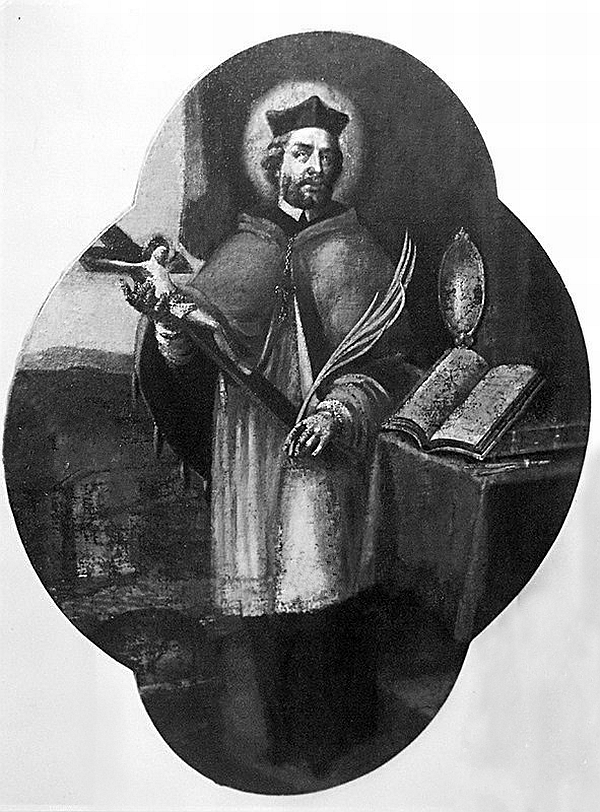
Obraz sv. Jana Nepomuckého na bočním oltáři kostela

### Další obrazy
Boční stěny kostela zdobily dva obrazy Panny Marie z osmnáctého století. Na stěnách lodi se nacházely čtyři velké obrazy od českoněmeckého malíře Jana Jiřího Heintsche (byly sem pravděpodobně přeneseny z některého zrušeného jezuitského kláštera). (Obraz svatého Svatého Františka Borgia maloval Jan Jiří Heintsch.)

## Historie

### Výstavba kostela

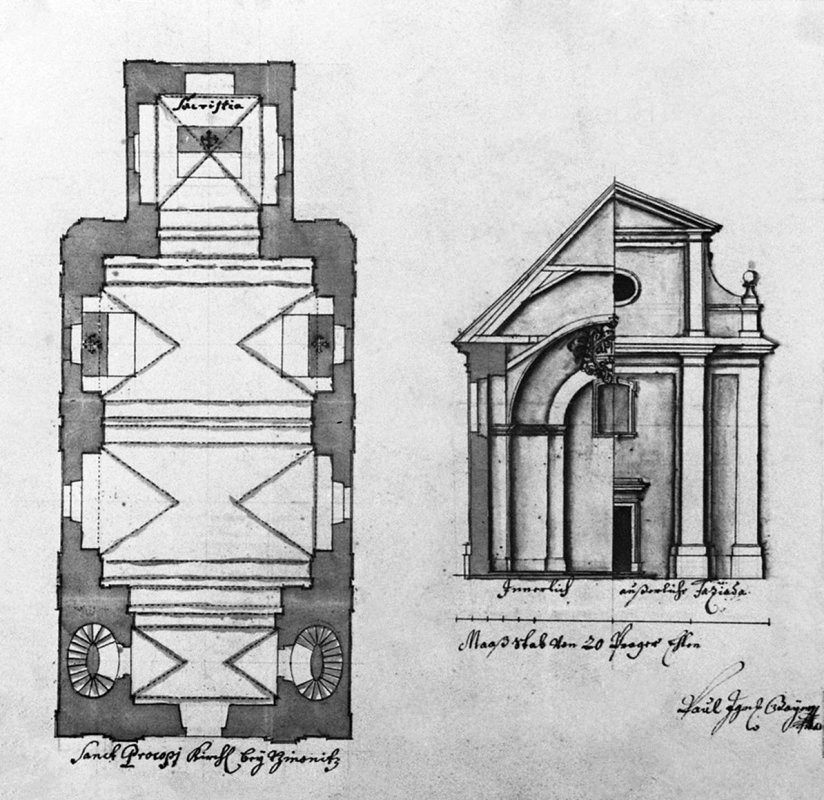
Plán kostela od Pavla Ignáce Bayera (před rokem 1711)

Základy kostela svatého Prokopa byly položeny na vrcholu vápencových skal již ve druhé polovině 17. století. V roce 1711 byl obnoven Prokopský svátek a svatý Prokop byl prohlášen patronem České země. Pod vedením českého barokního architekta a stavitele německého původu Pavla Ignáce Bayera a za finanční podpory knížete Adama Schwarzenberka stavba kostela pokračovala až do 4. července 1712, kdy byl kostel vysvěcen. V roce 1723 byla ke kostelu přistavěna část lodi. Sakristie byla přistavena v roce 1730. Poslední úpravy na kostele proběhly při jeho opravě v roce 1893.

### Kostel za druhé světové války
Během druhé světové války operovala v oblasti jinonická ilegální protiněmecká odbojová skupina (Více podrobností je uvedeno v hesle Věrný pes). Mezi jejími členy by i farář Osvald Novák (1912–1971). V kostelíku svatého Prokopa ukrývala jinonická odbojová skupina ve spolupráci s Osvaldem Novákem zbraně. Kostelík byl po celý rok zavřený, jen o Svatoprokopské pouti zde byla sloužena mše. Ve zpovědnici a v sakristii byly ukrývány pušky, pistole a náboje.

### Zánik kostela

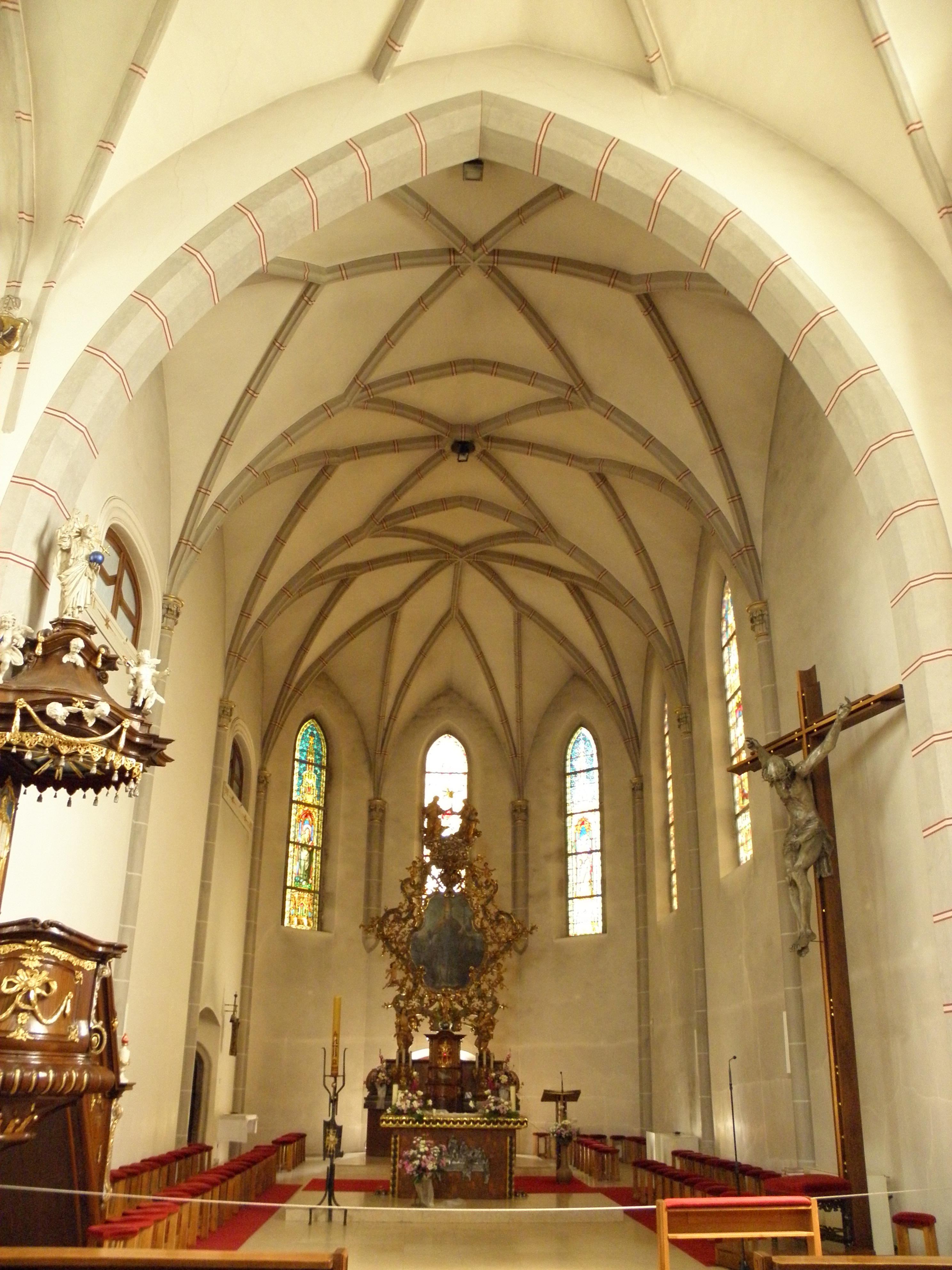
Pohled do kostela sv. Prokopa ve Žďáru nad Sázavou s renovovaným oltářem z kostela sv. Prokopa z Prokopského údolí v Praze

Postupující intenzivní těžba vápence a odlámání skály v těsné blízkosti kostela narušilo jeho statiku natolik, že hrozilo jeho zřícení. Kostel byl v 60. letech 20. století (asi 26. května 1966) proto stržen. Vzhledem k tomu, že se v těsné blízkosti kostelíka nacházel (a dosud na místě bývalých vápencových lomů nachází) utajovaný vojenský objekt mohl být kostelík odstraněn i proto, že se jevil jako vhodný orientační bod možného leteckého útoku na tento potenciální vojenský cíl. Kostel patřil církvi a proto byl mobiliář (inventář) zrušeného kostela v roce 1966 rozvezen do několika kostelů. Jeden z bočních oltářů byl umístěn v kostele Všech svatých na Pražském hradě. (tam je i náhrobek svatého Prokopa a i jeho ostatky). Kostelní lavice byly převezeny na dvůr kostela svatého Prokopa na Žižkově, kde se postupem času rozklížily a rozpadly. Místo, kde kostel stával, je veřejnosti nepřístupné, protože se nachází za oplocením vymezujícím vojenský prostor. V místě kostela jsou údajně patrné malé zbytky zdí a nachází se tam též torza (zlomky) Schwarzenberského znaku.
V roce 1976 zahájila svatoprokopská farnost při kostele sv. Prokopa ve Žďáru nad Sázavou jednání o převezení původního hlavního oltáře z kostelíka sv. Prokopa v Prokopském údolí. Hlavní oltář se totiž zachoval. Byl původně uložen na několika místech, deset let také v suterénních prostorech kostela na náměstí Jiřího z Poděbrad na pražských Vinohradech. O místu restaurování značně poničeného a rozlámaného oltáře jsou ale zprávy nejasné. Jistý je fakt, že v 70. letech 20. století byl v kostele sv. Prokopa ve Žďáru nad Sázavou nahrazen původní pseudogotický oltář z roku 1909 restaurovaným hlavním oltářem ze zničeného kostelíka v Prokopském údolí.[zdroj?]

Pohledy na poutní kostel svatého Prokopa v Prokopském údolí
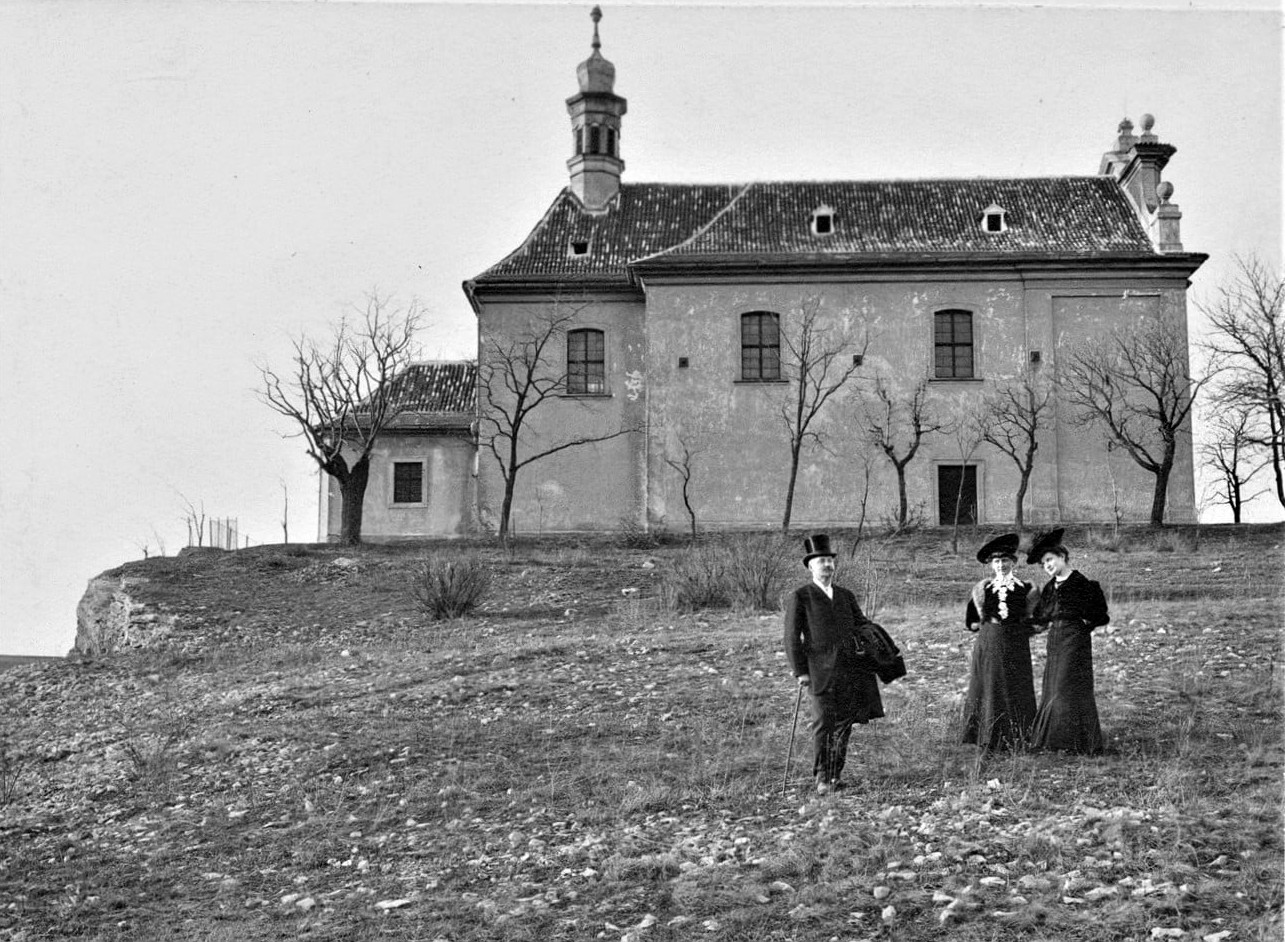
Foto rok 1907
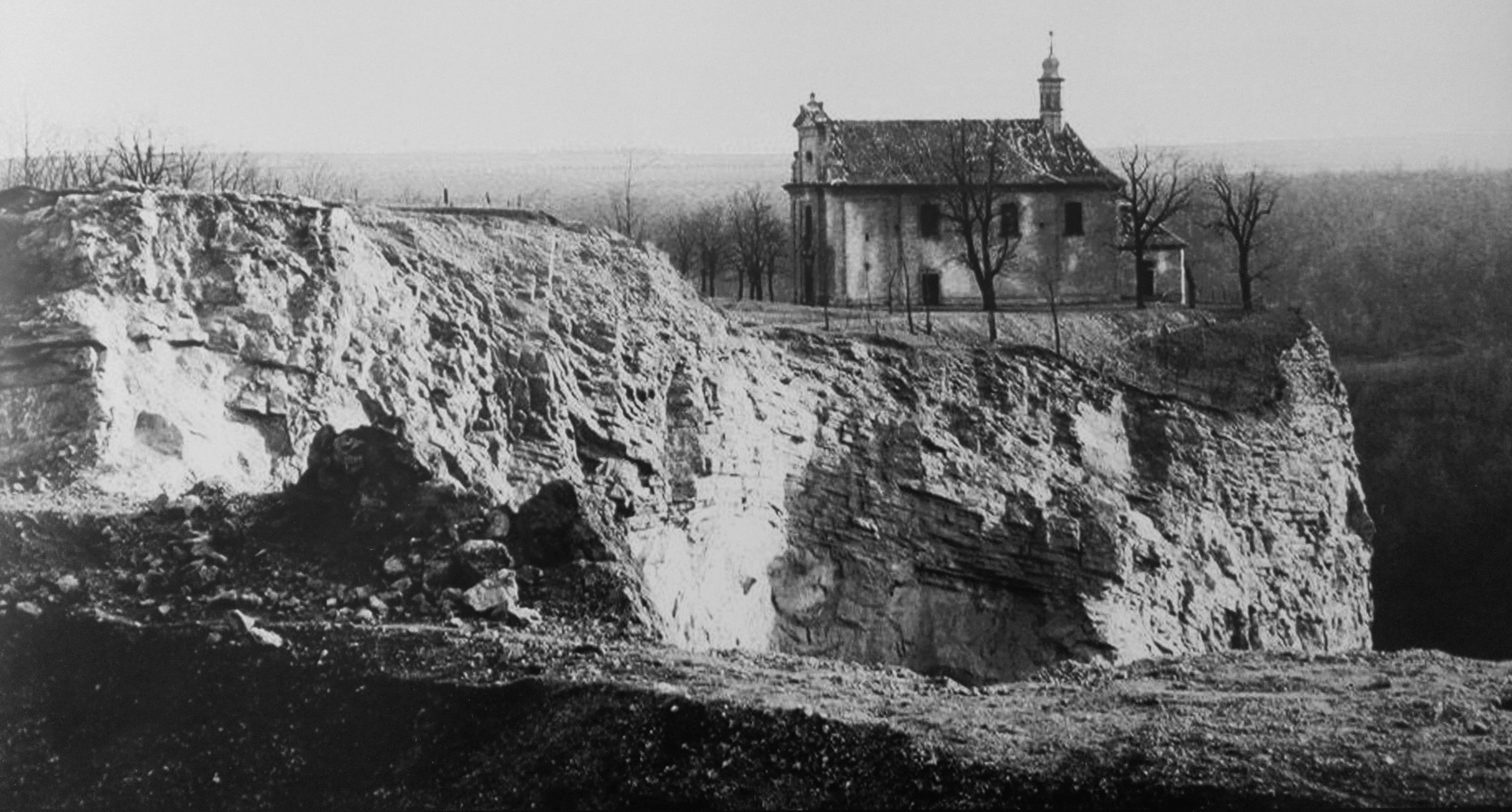
Foto kolem roku 1922
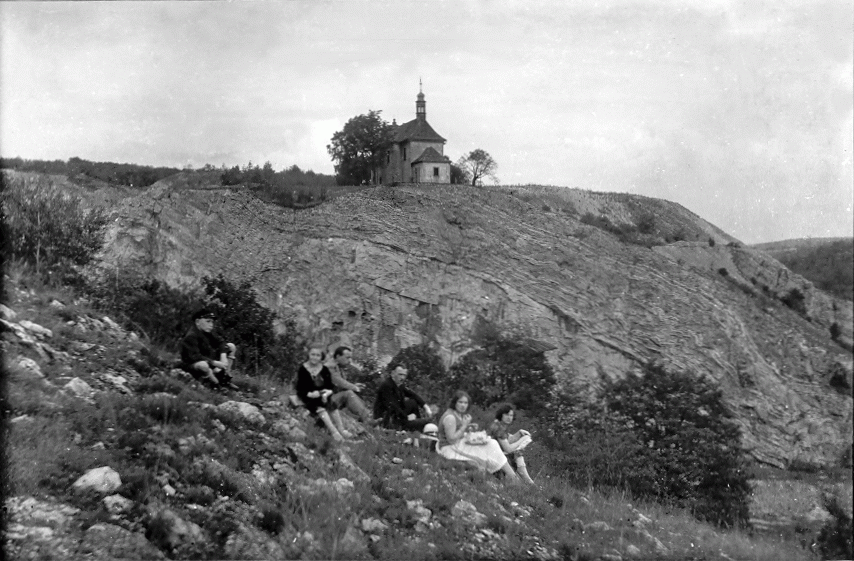
Na výletní fotografii z roku 1933

## Svatoprokopské pouti
První procesí poutníků se konalo při příležitosti vysvěcení kostela. Do Prokopského údolí poutníky poprvé vedl farář od svatého Václava na Malé Straně. Od té doby se tyto (mezi Pražany oblíbené) svatoprokopské pouti konaly každoročně vždy první neděli po svátku svatého Prokopa (tj. první neděli po 4. červenci). Svatoprokopská pouť byla vlastně první pražskou letní poutí. S postupující těžbou vápence bylo okolí kostelíku postupně pustošeno, stromy byly káceny a cesty poničeny. Tradice Svatoprokopských poutí postupně slábla. Definitivní konec Svatoprokopským poutím pak učinil poválečný politický vývoj Československa po Únoru 1948. Po vzniku armádního (vojenského) objektu se kostelík svatého Prokopa stal veřejnosti nepřístupným. Společnost pro ochranu Prokopského a Dalejského údolí ve spolupráci s farním společenstvím při kostele svatého Filipa a Jakuba na Zlíchově se od roku 1995 podílí na obnovení zpřetrhané tradice svatoprokopských poutí.

## Jeskyně
Na strmé skále (v místech pod kostelem sv. Prokopa) se nacházela v Dalejích u Jinonic dlouhá jeskyně (někdy též zvaná Dalejská či Prokopská nebo Svatoprokopská).  Zřízením vápencových lomů a následnou intenzivní těžbou byla celá jeskyně v roce 1887 odtěžena a zmizela.
Když se svatý Prokop rozhodl pro poustevnický život (po vyvraždění Slavníkovců a zřejmě i po jeho období stráveném též v benediktinském Břevnovském klášteře) pobýval (podle nepodložené legendy) nějaký čas v této jeskyni. Zde prý svatý Prokop sepsal evangeliář, který se údajně dostal do Francie, kde na něj skládali přísahu francouzští králové. Posléze se svatý Prokop přesunul do Posázaví, kde praktikoval asketický život a pracoval – mýtil les a obdělával takto získanou půdu. Tady sídlil v jeskyni na svahu Sázavy. Kolem jeho poustevny vznikla malá mnišská osada jeho následovníků a na jejím místě (roku 1032) pak Sázavský klášter, ve kterém se svatý Prokop stal opatem.

## Poustevna
Nedaleko od vchodu do prokopské jeskyně (na strmé skále pod kostelem) byla v roce 1715 vystavěna poustevna. K poustevně vedly schůdky přímo vytesané ve skále. Ještě v roce 1715 se v poustevně usídlil i první poustevník, bratr Jakub Posnanský. Nařízením císaře Josefa II. byla poustevna po roce 1780 zrušena. Ještě několik následujících desetiletí byla ale poustevna obydlena.
 U vchodu do jeskyně vystavěl si roku 1715 Jakub Poznaňský malou poustevnu. Roku 1724 byl tam poustevníkem Krištof Meixner, roku 1736 Jan Pratsch a s ním Václav Bruck. Po smrti tohoto nepřipomíná se již poustevník žádný, ježto císař Josef II. poustevny zrušil.
František Hansl; Smíchovsko a Zbraslavsko (1899), O poustevně na vstupu do Prokopské jeskyně, 

## Socha sv. Prokopa
Při cestě z Radlic byla v roce 1753 vztyčena socha svatého Prokopa. Socha se nedochovala, již ve 30. letech 20. století zbyl po soše jen podstavec.
Od kostela svatého Prokopa směrem severovýchodním při cestě k „Dívčím Hradům“ stojí v akátovém hájku socha svatého Prokopa, již roku 1753 dle nápisu (R: P: B: Alesch P. E:) farář Aleš postavil a roku 1855 Prokop Ratzenbek mladší obnovil.
František Hansl; Smíchovsko a Zbraslavsko (1899), O soše sv. Prokopa, 

## Proměny Prokopského a Dalejského údolí
V devatenáctém století se lokality Prokopského a Dalejského údolí staly průmyslovým územím, kde se začaly rozrůstat vápencové lomy. V roce 1890 byla odstřelena skála se Svatoprokopskou jeskyní (a poustevnou). Kostelík se ocitl na okraji Prokopského lomu. Těžba suroviny pokračovala i začátkem dvacátého století. Během druhé světové války vybudovali Němci v Prokopském lomu podzemní objekt. Po skončení druhé světové války jej převzala československá armáda a pro vojenské účely je využíván až do současnosti (2017).

## Dřevěný kříž
V sousedství kostela stával kříž. Po odstřelu skály se kříž i kostel ocitly na okraji srázu Prokopského lomu. Poté, co byl kostel stržen, zmizel i kříž. Při příležitosti 950. výročí úmrtí svatého Prokopa byl (v roce 2003) na zbylé skále (jihovýchodně od původního umístění) vztyčen pamětní dřevěný kříž.

Dřevěný kříž na skále
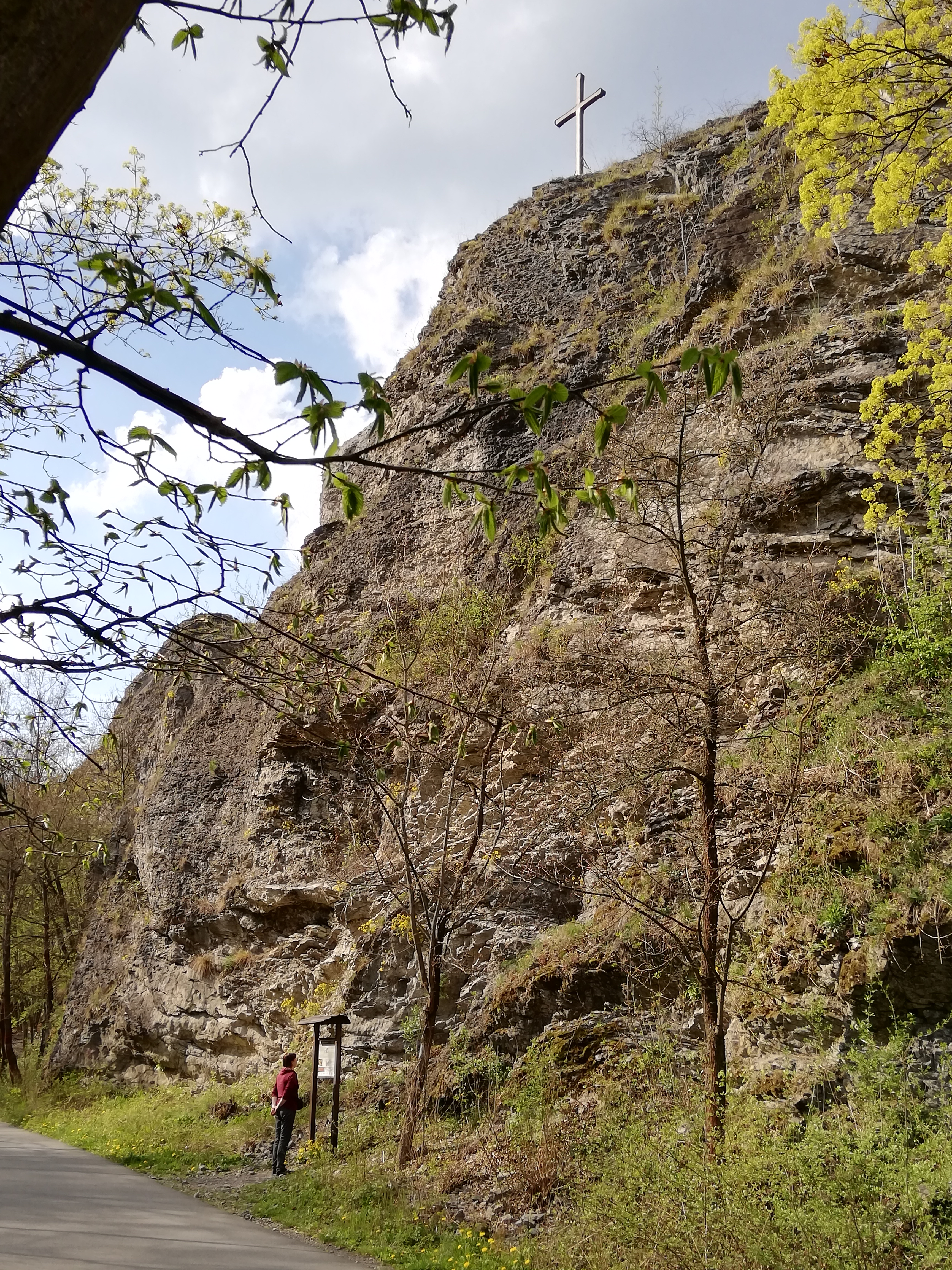
Celkový pohled ze silničky Prokopským údolím
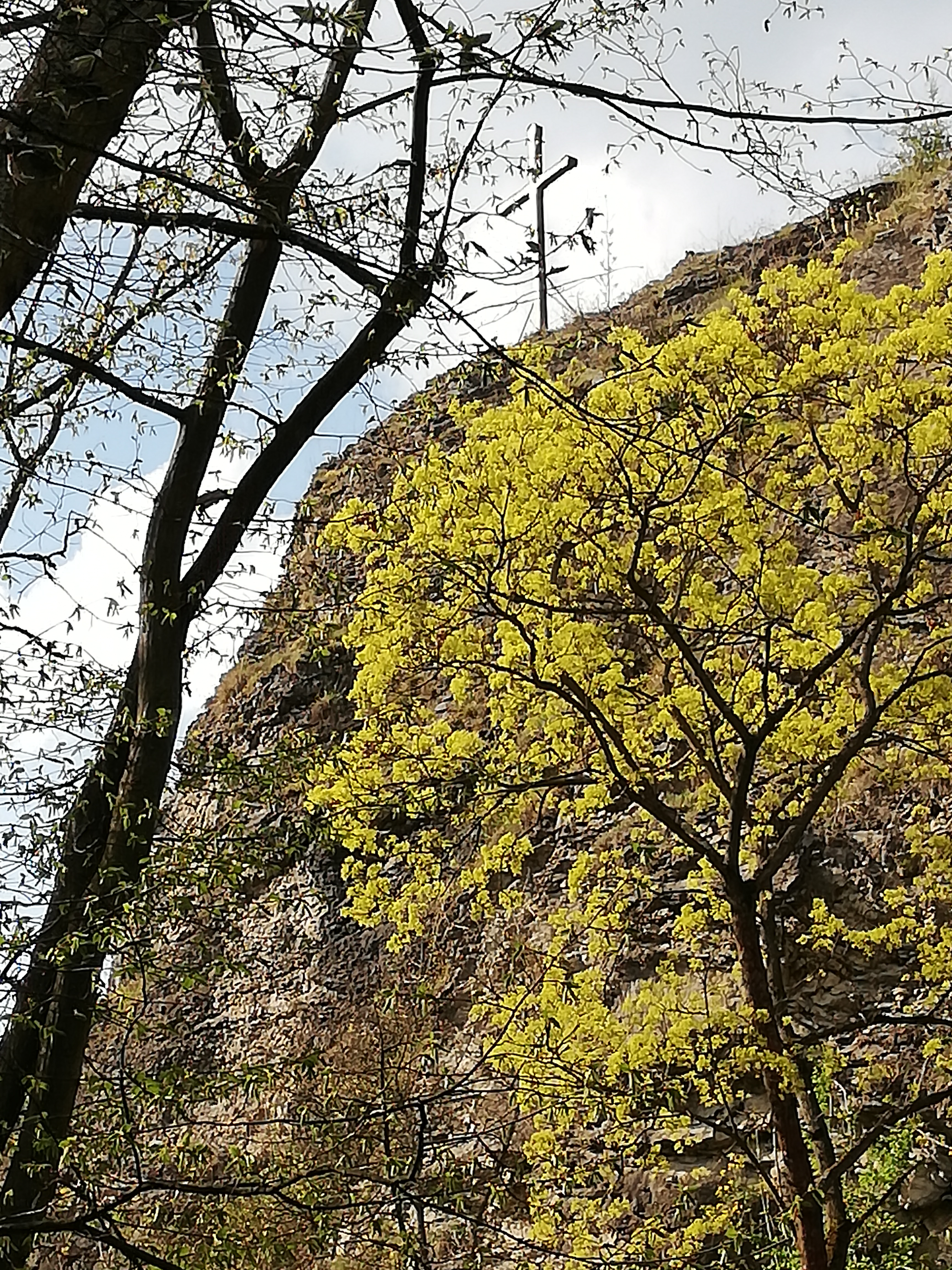
Detail kříže ze silničky Prokopským údolím
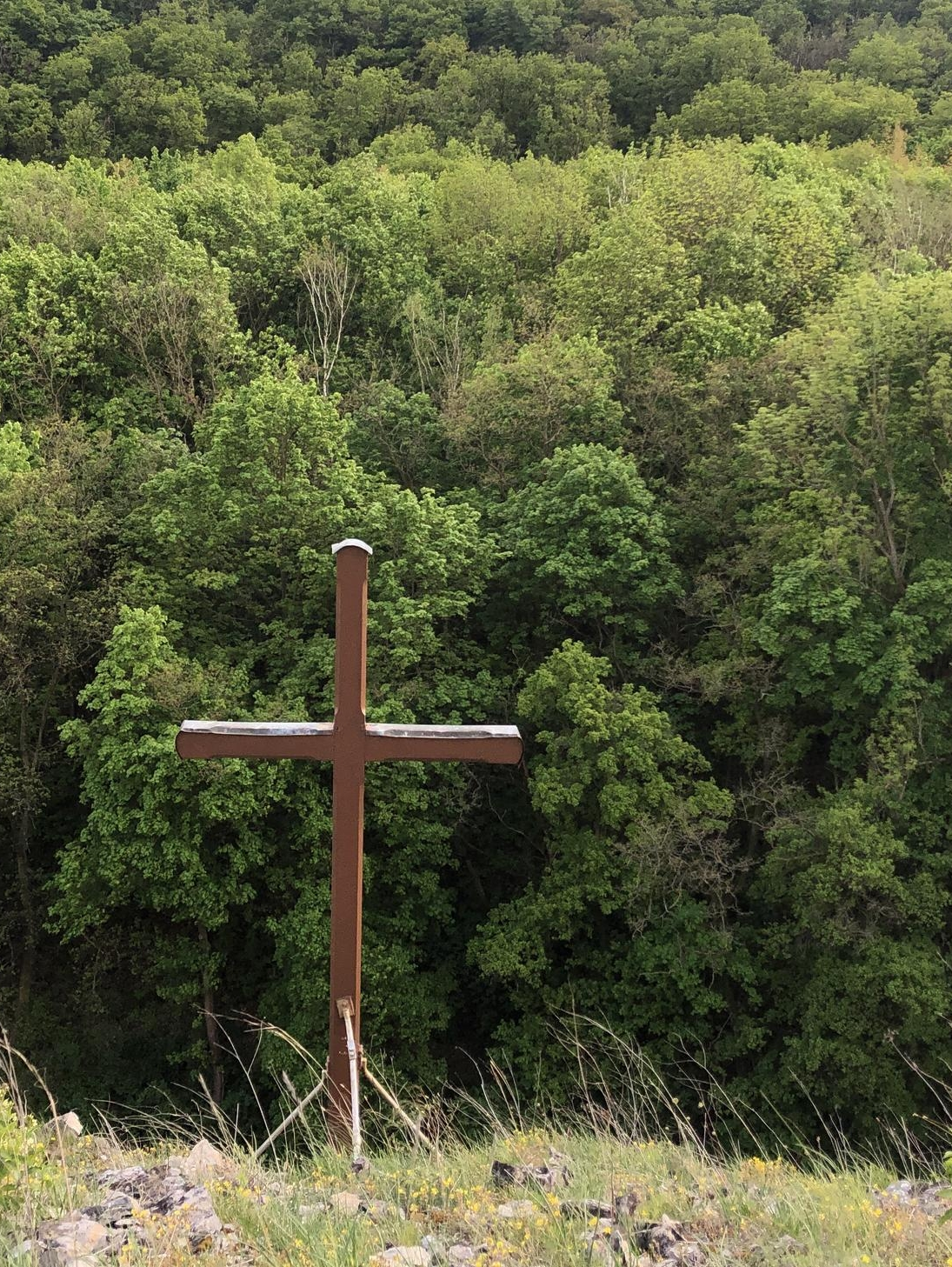
Pohled na kříž „shora“ od plotu vojenského objektu

Velký vápencový lom a kostel svatého Prokopa v Prokopském údolí
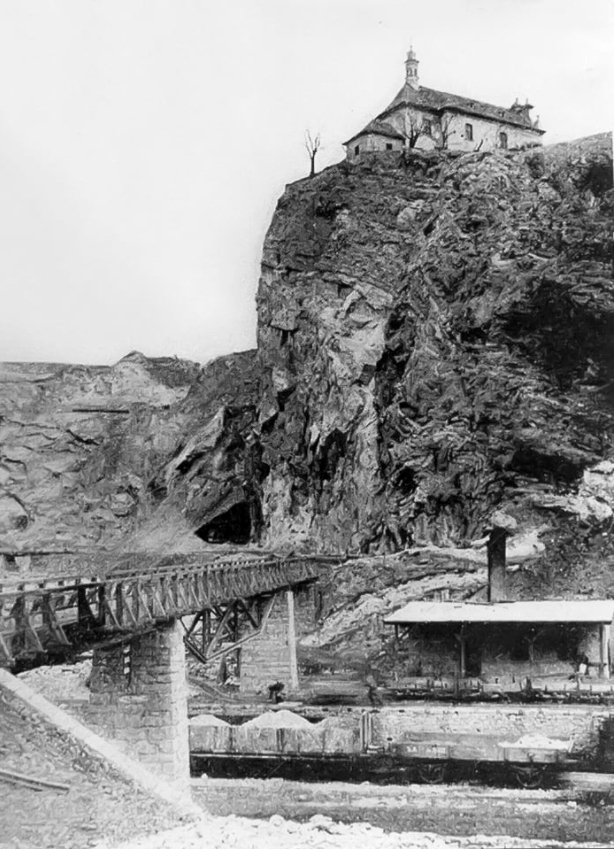
boční pohled
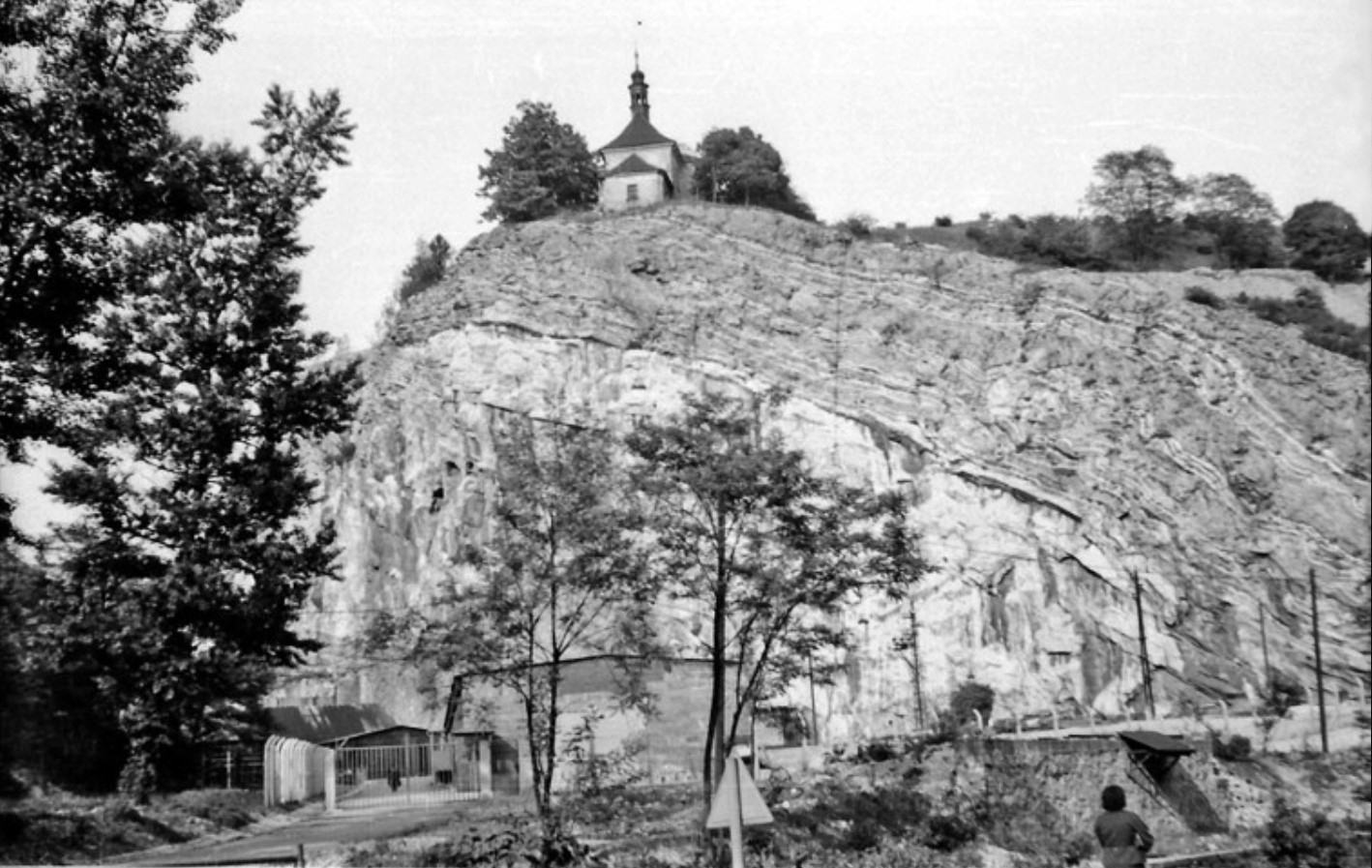
čelní pohled
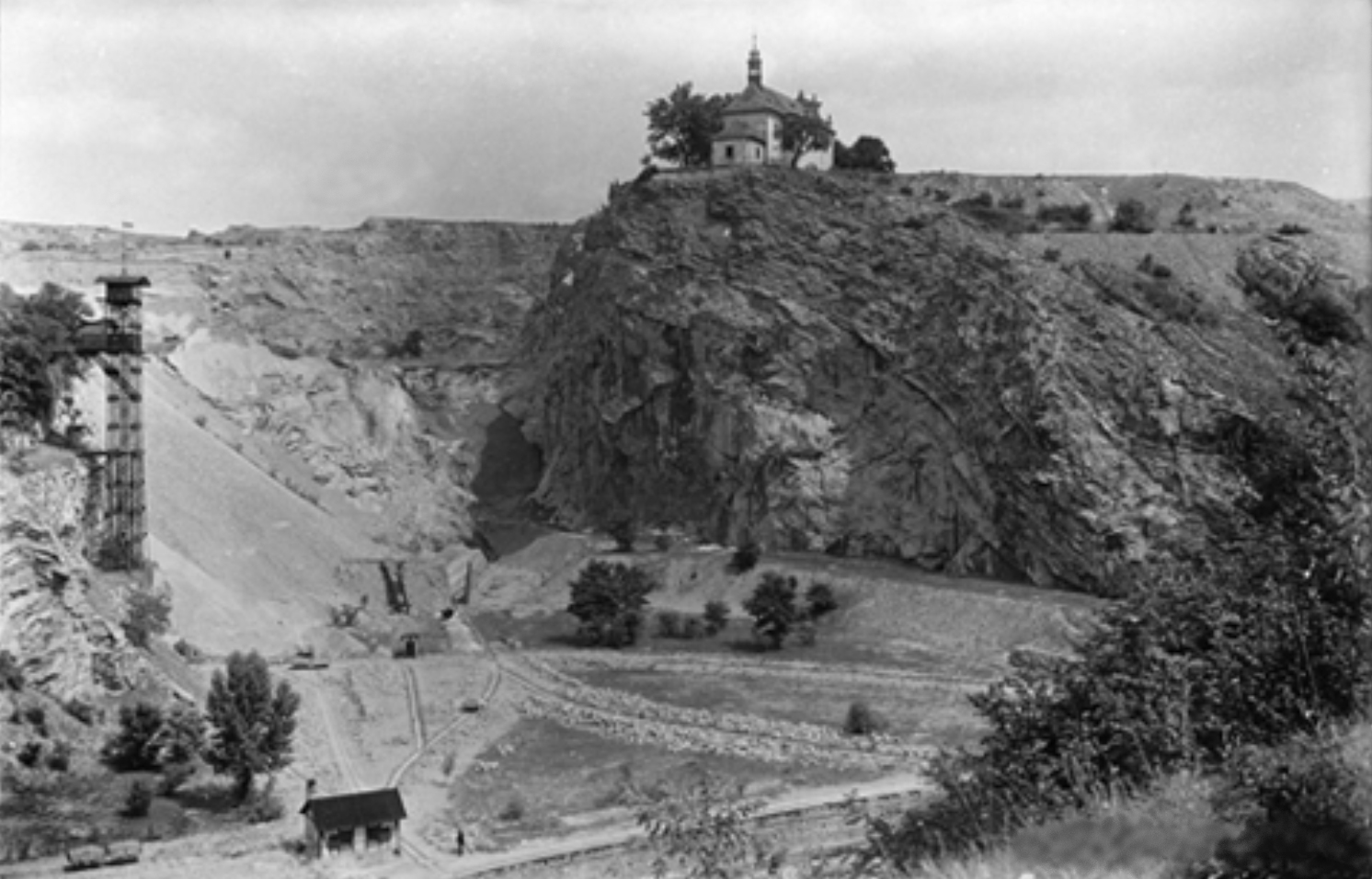
pohled shora